# Hilarographa leucopyrga
Hilarographa leucopyrga es una especie de polilla de la familia Tortricidae.
Fue descrita científicamente por Meyrick en 1912.